# Barcia (Boimorto)
Barcia es una aldea española situada en la parroquia de Arceo, del municipio de Boimorto, en la provincia de La Coruña, Galicia.

## Demografía
| Gráfica de evolución demográfica de Barcia entre 2000 y 2018 |
|                                                              |
| Datos según el nomenclátor publicado por el INE.             |